# فرانسیس ویلارد
فرانسیس ویلارد یا فرانسیس الیزابت کارولین ویلارد(انگلیسی: Frances Elizabeth Caroline Willard; ۲۸ سپتامبر ۱۸۳۹ – ۱۷ فوریهٔ ۱۸۹۸) آموزگار، پدیدآور، اصلاح طلب، عضو نهضت مخالفت با مصرف الکل و طرفدار حق رأی زنان اهل ایالات متحده آمریکا بود.
تأثیرات او به تصویب اصلاحیه‌های هجدهم و نوزدهم قانون اساسی ایالات متحده آمریکا (حق رای زنان) کمک کرد.

## فعالیت‌ها
ویلارد در سال ۱۸۷۹ رئیس اتحادیه زنان مسیحی (WCTU) شد و تا سال ۱۸۹۸ که درگذشت در همین منصب باقی ماند. او با شعار «همه چیز را برای اتحادیه زنان مسیحی انجام بده» اعضای این اتحادیه را تشویق می‌کرد تا در عرصه وسیعی از اصلاحات اجتماعی به لابی گری، جمع‌آوری امضا، موعظه، مطلب‌نویسی و تحصیل بپردازند.
فعالیت‌های او باعث شد که سن قانونی برای کار، رفرم‌هایی مانند هشت ساعت کار روزانه، اصلاحات در زندان، آموزش علمی اخلاق، سوسیالیسم مسیحی و گسترش جهانی حقوق زنان محقق شود.